# Pustkowo (Białogard)
Pustkowo [pust'kɔvɔ] (deutsch Pustchow) ist ein Dorf in der polnischen Woiwodschaft Westpommern. Es gehört zur Landgemeinde (gmina wiejska) Białogard (Belgard) im Powiat Białogardzki.

## Geographische Lage
Pustkowo liegt an einer Nebenstraße, die das Dorf Nosowo (Nassow) an der Europastraße 28 (Stettin – Danzig) und der Siedlung Nosówko (Bahnhof Nassow) mit Białogard verbindet, etwa sieben Kilometer nördlich der Kreisstadt gelegen. Durch das Dorf führt die Bahnstrecke Stettin – Danzig, die nächsten Bahnstationen liegen jedoch jeweils drei Kilometer entfernt: Kościernica (Kösternitz) bzw. Nosówko.

## Geschichte
In alten Zeiten war Pustchow nicht nur ein Bauern-, sondern auch ein Fischerdorf. Auf dem Düpt, einem heute verlandeten See, wurde Fischerei betrieben. Bis 1811 hatten die Bauern für das Amt Belgard Burgdienste zu verrichten, bis diese gegen Steuerleistung aufgehoben wurden. Als 1830 der Forst von der Königlichen Regierung an Privateigentümer veräußert wurde, begann auch die Forstwirtschaft für den Ort an Bedeutung zu gewinnen.
Zu Pustchow gehörten mehrere Splittersiedlungen, u. a. die Forstkolonie Pustchow (heute polnisch: Pustkówko). 1939 zählte die Gemeinde 488 Einwohner in 128 Haushaltungen. Das Dorf gehörte bis 1945 zum Amts- und Standesamtsbezirk Bulgrin (Białogórzyno) im Amtsgerichtsbereich Belgard. Letzter deutscher Bürgermeister war Paul Beilfuß.
Anfang März 1945 wurde Pustchow von der Roten Armee besetzt. Die Gemeinde wurde polnisch. Die deutschen Bewohner verließen den Ort bzw. wurden bis 1946 endgültig vertrieben. Heute ist Pustkowo ein Ortsteil der Landgemeinde Białogard.

## Kirche
Bis 1945 gehörte Pustchow mit Bulgrin (Białogórzyno), Butzke (Buczek) und Silesen (Żeleźno) zum Kirchspiel Bulgrin im Kirchenkreis Belgard (Kirchenprovinz Pommern) der evangelischen Kirche der Altpreußischen Union. Letzter deutscher Pfarrer war Paul Käding. – Heute ist Pustkowo Teil der Parochie Koszalin der polnischen evangelischen Kirche Augsburgischen (lutherischen) Bekenntnisses. Kirchort ist Białogard.

## Schule
Im Jahr 1834 brannte das Schulhaus ab. Im Schuljahr 1927/28 besuchten 19 Jungen und 29 Mädchen die wieder errichtete Dorfschule.